# Divisione No. 9 (Terranova e Labrador)
La Divisione No. 9 è una divisione censuaria di Terranova e Labrador, Canada di 18.084 abitanti.

## Comunità
- Città

Anchor Point, Bellburns, Bide Arm, Bird Cove, Conche, Cook's Harbour, Cow Head, Daniel's Harbour, Englee, Flower's Cove, Glenburnie-Birchy Head-Shoal Brook, Goose Cove East, Great Harbour Deep, Hawke's Bay, Main Brook, Norris Point, Parson's Pond, Port au Choix, Port Saunders, Raleigh, River of Ponds, Rocky Harbour, Roddickton, Sally's Cove, St. Anthony, St. Lunaire-Griquet, St. Pauls, Trout River, Woody Point, Bonne Bay
- Suddivisioni non organizzate

A (Include: Wiltondale, Lomond, Green Point), C (Include: Plum Point, St. Barbe, Savage Cove), D (Include: Ship Cove, Straitsview, Great Brehat), F (Include: Croque, Williamsport, Grandois), G (Include: Eddies Cove West, Barr'd Harbour), H (Include: Three Mile Rock, Portland Creek, Shallow Bay)